# José Alfonso Pizarro
Pour les articles homonymes, voir Pizarro.
José Alfonso Pizarro, marqués del Villar (parfois orthographié José Alonso Pizarro) (1689, Murcie - 1762, Madrid) est un officier de marine et un administrateur colonial espagnol du XVIIIe siècle, qui est, entre le 6 novembre 1749 et le 24 novembre 1753, vice-roi de Nouvelle-Grenade.

## Biographie
La carrière maritime de José Alfonso Pizarro commence au sein de l'ordre de Saint-Jean de Jérusalem[réf. nécessaire] puis dans la marine royale espagnole. En 1740, il commande une escadre chargée de contrer l'expédition britannique commandée par l'Amiral George Anson qui devait s'attaquer aux possessions espagnoles de la côte ouest de l'Amérique du Sud. Il ne rentre en Espagne qu'en 1746 après avoir perdu la plupart de ses vaisseaux et de ses hommes. Il est fait vice-amiral à son retour à Cadix.
En 1749, il est nommé vice-roi de Nouvelle-Grenade.